# Замок Кройценштайн
Кройценштайн (нем. Burg Kreuzenstein) — замок в Австрии, расположенный на территории сегодняшнего городка Леобендорф в нескольких километрах к северу от Вены. Первоначально построен в XII веке графами Формбах, нынешний вид приобрёл после реновационных работ, произведённых в 1874—1906 гг. графом Иоганном Непомуком Вильчеком.

## Расположение
Замок расположен к северу от Дуная на холме Рорвальд, прямо над городом Леобендорф между городами Корнойбург и Штоккерау. Замок находится на высоте 266 метров над уровнем моря, над рекой Дунай около 100 метров.
Холм находится недалеко от реки Дунай у венских ворот.

## История

### Средневековый замок Габсбургов

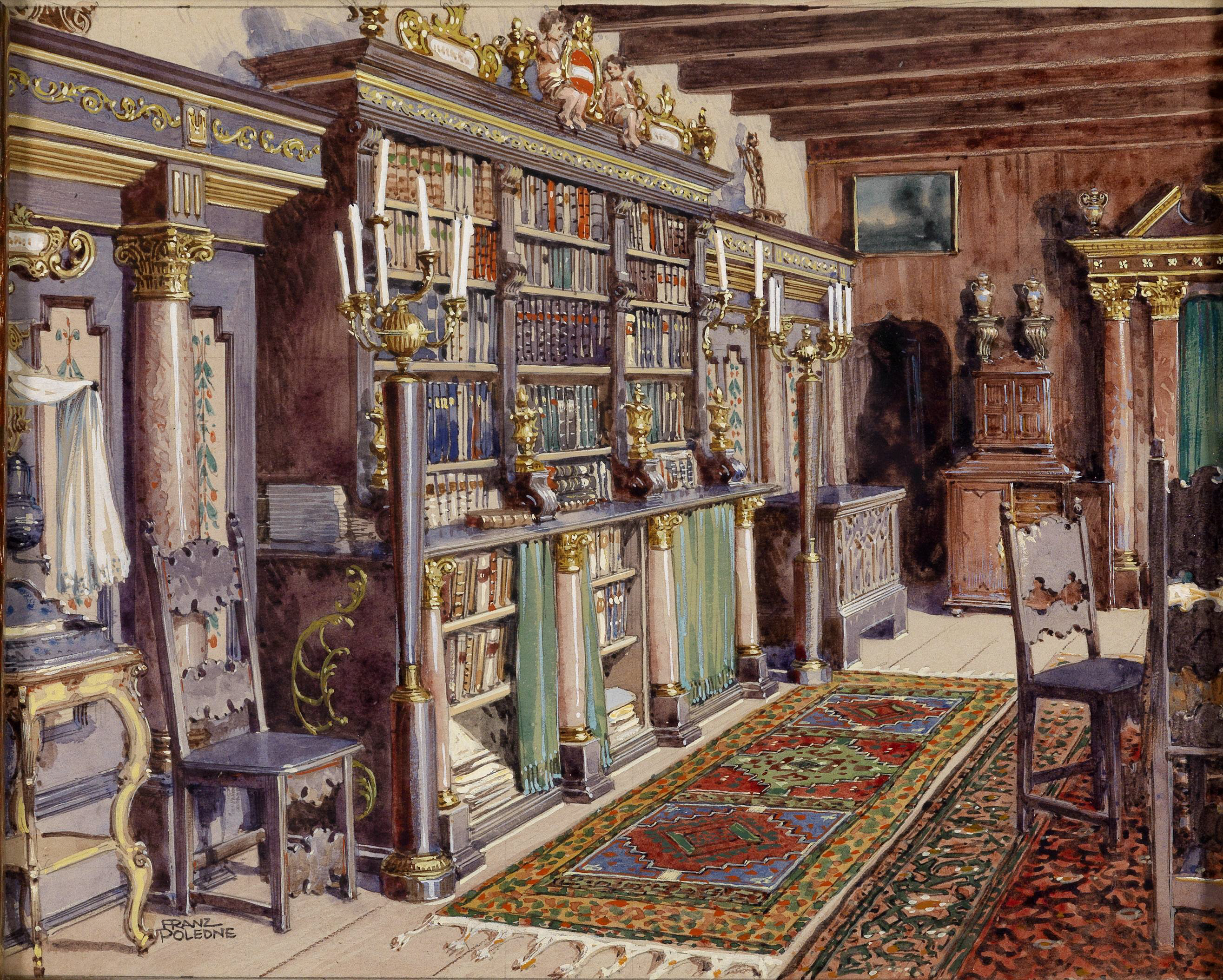
Библиотека замка, 1932 год

Оригинальный замок Кройценштайн был построен, как и большинство замков в Нижней Австрии, в XII веке. Формбах, родом из графства Формбах, построил замок, когда они вступили в брак. После правления Пржемысла Отакара II из Чехии замок перешёл в 1278 году в собственность Габсбургов.
Во время тридцатилетней войны замок не был завоёван. Но после замок попал к фельдмаршалу Швеции Леннарту Торстенсону в 1645 году.

### Восстановление после графа Вильчека
В 18 веке он перешёл в собственность графа Вильчека. В 1874 году начал перестройку замка, придав замку романский и готический стиль. Но там остались части Средневекового замка (особенно в части заградительной стены, восточной башни и части часовни).
Во время боевых действий в 1945 году между Германским вермахтом и Красной армией часть замка была сильно повреждёна, и многие ценные предметы из коллекций были украдены. Из коллекций рукописей Вильчека что-то находится в Австрийской национальной библиотеке.

## Замок в кинематографии
- 1956 — Вилли Форст снял здесь некоторые сцены своего фильма Kaiserjäger.
- 1972 — итальянский ужас Барон крови (англ. Baron Blood)
- В 1972 году — фильм «Die Stoßburg», производству которого помогали некоторые жители Леобендорфа.
- 1972 — сцена для фильма Die Einsteiger.
- 1972 — две части фильма Том-Турбо.
- 1993 — Дисней частично снимал в замке Die drei Musketiere (рус. Три мушкетёра).
- 2004 — снята часть фильма Хенкер (нем. Henker)
- 2006 — музыкальный DVD группы Грегориан (Gergorian).
- 2010 — Кройценштайн использовался для фильма Время ведьм, главную роль в котором исполнил Николас Кейдж.
- 2019 — в сериале «Ведьмак» (2019) от Netflix в качестве экстерьера заброшенного дворца в Вызиме.